# Liz Patu
Pour les articles homonymes, voir Patu.

a Compétitions nationales et continentales officielles uniquement.

b Matchs officiels uniquement.
Liz Patu, née le 15 juillet 1989 à Auckland (Nouvelle-Zélande), est une joueuse internationale australienne de rugby à XV évoluant principalement au poste de pilier.

## Biographie
Liz Patu naît le 15 juillet 1989 à Auckland en Nouvelle-Zélande. Par la suite, elle grandit aux Samoa puis rejoint l'Australie à partir de 2004.
En 2013, alors qu'elle joue au rugby à XV, avec le Queensland en championnat national, au poste de troisième ligne centre, elle est déplacée au poste de pilier.
Un an plus tard, elle fait ses débuts internationaux avec l'équipe d'Australie contre la Nouvelle-Zélande, son pays natal.
En 2018, elle est nommée capitaine de la sélection australienne.
En 2022, elle joue pour les Queensland Reds de Brisbane. Elle compte 30 sélections en équipe d'Australie quand elle est retenue en septembre 2022 pour disputer la Coupe du monde en Nouvelle-Zélande. Après la compétition, en décembre, elle annonce prendre sa retraite internationale, elle est alors l'australienne la plus capée de l'histoire avec trente-trois sélections. Son record est ensuite battu par Ashley Marsters au mois d'octobre 2024.